# Emiko Miyamoto
Emiko Miyamoto (宮本 恵美子?, Miyamoto Emiko; Fukushima, 10 maggio 1937 – Takahagi, 7 dicembre 2023) è stata una pallavolista giapponese, campionessa mondiale e olimpica.

## Carriera

### Nazionale
Ha fatto parte della squadra delle Streghe orientali, con le quali ha vinto l'argento al campionato mondiale del 1960 in Brasile, l'oro a quello in URSS nel 1962 e alle Olimpiadi di Tokyo del 1964